# Flossie
Flossie (29 de dezembro de 1995) é o quarto gato longevo confirmado mais antigo da Terra, depois de Creme Puff, Rex Allen e Scooter. Sua idade foi confirmada pelo Guinness Livro dos Recordes, também há um vídeo no vídeo que hospeda o YouTube, que acumulou 880 mil visualizações l  e tornou o gato popular. Atualmente é considerado o gato vivo mais velho do mundo, sua idade é de 29 anos
, 81 dias
.
Existem muitos gatos mais velhos que Flossie mas atualmente o Guinness Book of Records não confirmou a idade deles, Flossie ainda é o 4 gato mais velho confirmado do mundo.

## Biografia
Um gato chamado Flossie nasceu em 29 de dezembro de 1995 em Londres, Reino Unido.
Quando Flossie ainda era uma gatinha, foi encontrada na rua por um funcionário de um dos hospitais do condado, então ela tinha apenas alguns meses, com quem viveu 24 anos até a morte do dono, após o que Cats Protection a organização a transferiu para um novo proprietário: Vicki Green.
Flossie se deu bem rapidamente com a nova dona, segundo Vicki, nas primeiras noites a gata era barulhenta, pois ela não enxergava no escuro e ficava intrigada com o novo ambiente, mas depois de uma semana ela começou a dormir tranquilamente à noite em a mesma cama com Vicki.
Flossie a gata, é apenas algumas semanas mais velha que sua dona, Vicki Green.
Em 10 de novembro de 2022, com a idade de 26 anos e 316 dias, sua idade foi oficialmente confirmada pelo Guinness Book of Records.
Vicki Green, dona da Flossie disse que a gata é surda e tem pouca visão, mas ainda é carinhosa e brincalhona, apesar de sua venerável idade, que é de 29 anos
, 81 dias
, o que equivale a 120 anos humanos. Atualmente, este gato é considerado o 4 gato mais velho do mundo depois (Creme Puff, Rex Allen e Scooter), bem como o gato vivo mais velho do mundo.
Em 29 de dezembro de 2022, a gata Flossie completou 27 anos.